# Dolmen de Marsois
Le dolmen de Marsois ou de la Pierre Tournante, nommé  aussi Pierre Branlante, est situé sur la commune de Nogent, dans le département de la Haute-Marne.

## Historique
Dans son ouvrage Itinéraire descriptif, Arthur Daguin rapporte que « du temps de la Révolution, alors que les alliés étaient en France, me dit-on, on égorgeait les ennemis sur la pierre tournante ».
Le dolmen est fouillé sous l'impulsion de Daguin en 1875 ou 1876 par le Père Bonaventure, capucin se trouvant temporairement à Vitry-lès-Nogent pour une enquête en vue de la canonisation du Père Honoré de Chaumont.
Au début du XXe siècle, un jeune bûcheron décide de renverser le dolmen pour un pari dont l'enjeu consiste en deux litres de vin. Ce parieur réussi partiellement son entreprise à l'aide d'un énorme tronc de chêne, d'un système de rouleaux, de coins et de leviers, ce qui fait que la table est désormais déplacée d'environ 75 cm vers l'est.
À la suite de fouilles effectuées sur l'ensemble de la forêt du Marsois entre 1941 et 1948, l'édifice est classé en 1949 par le Ministère de l'Éducation nationale au titre des monuments historiques,.

## Description
La chambre mesure 3 m de longueur sur 1,30 m de largeur et 0,90 m de hauteur. Elle est orientée sensiblement nord-sud. Elle est recouverte par une monumentale table de couverture (4,30 m de longueur sur 3,80 m de largeur et 0,40 m d'épaisseur).

## Fouilles archéologiques
En 1875-1876, le Père Bonaventure recueillit des outils en silex (3 pointes de flèches à pédoncule et ailerons), des fragments de céramique (un fragment de vase à fond plat, des tessons comportant un décor de lignes de points) et des ossements humains fragmentés. Selon le décompte des dents humaines retrouvées opéré par M. Derelle, la chambre aurait accueilli au moins sept individus (quatre adultes, un adolescent et deux enfants). En 1982, le site est endommagé à la suite d'un défrichage réalisé au bulldozer. L'examen des déblais permet la découverte d'un fragment de meule dormante en grès, d'environ 500 silex dont plus de 50 outils (grattoirs, racloirs, couteaux, perçoirs, percuteurs) et d'un bouton en os à perforation en « V » a conforté l'attribution de la sépulture au Campaniforme qui avait été pressentie en fonction du mobilier archéologique précédemment découvert.

## Folklore
Le folklore local présente la table de couverture comme une pierre tournante qui ferait un tour sur elle-même en 100 ans. Selon cette légende, si l'on pose la main dessus, on peut ressentir son mouvement de rotation.